# Antona sexmaculata
Antona sexmaculata là một loài bướm đêm thuộc phân họ Arctiinae, họ Erebidae.